# 勒布尔
勒布尔（法語：Le Bourg，法語發音：[lə buʁ]），法国西南部市镇，位于奥克西塔尼大区洛特省，隶属于菲雅克区，其市镇面积为13.15平方公里，2022年1月1日时人口数量为301人，在法国城市中排名第21,365位。
勒布尔位于洛特省东部，弗朗塞河畔，有两条公路在此交汇。

## 地名来源
“Bourg”一名出自拉丁语“burgus”，意为“城镇”。
勒布尔所处区域历史上曾通行奥克语，“Le Bourg”对应的奥克语拼写为“Lo Borg”。

## 历史
勒布尔的早期历史尚不清楚，当地自中世纪以来长期为一处普通农业村落。公元10世纪时，勒布尔境内出现了一座小教堂，后者在英法百年战争期间被毁。宗教战争期间，勒布尔再次遭到严重破坏。法国大革命后，勒布尔成为洛特省的一个市镇。1825年，圣梅达尔拉加雷尼市镇被拆分，其部分区域被划入勒布尔。勒布尔教堂于1906年完成重建。

## 地理

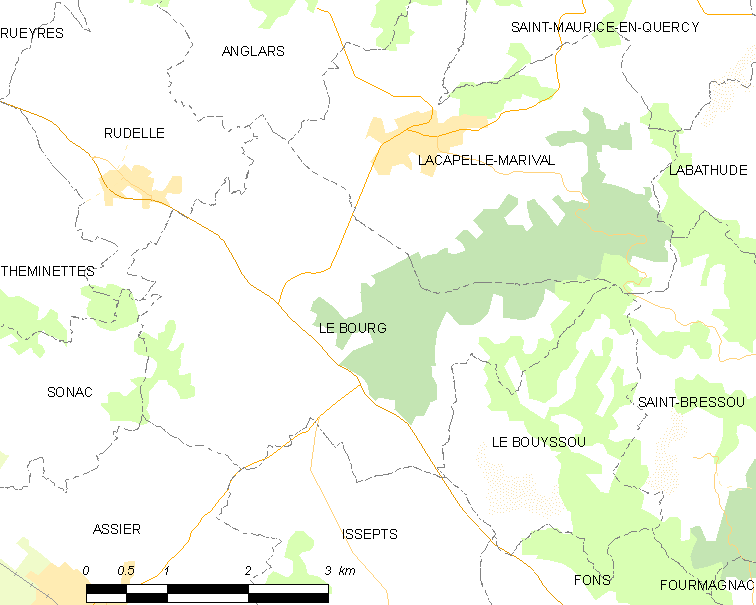
勒布尔市镇范围地图

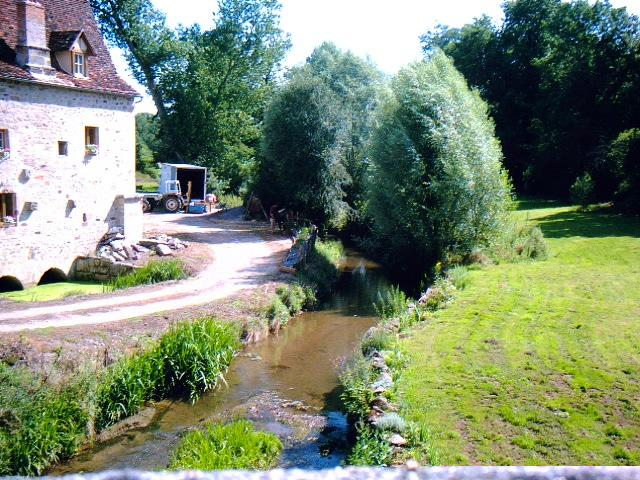
弗朗塞河

勒布尔位于法国中南部偏西，奥克西塔尼大区北部和洛特省东部，距离省会卡奥尔大约63公里。与勒布尔接壤的市镇包括：吕代勒、昂格拉尔、拉卡佩勒马里瓦勒、索纳克、阿西耶、伊塞普特和勒布伊苏。

### 地形
勒布尔位于凯尔西腹地，境内以丘陵为主，市镇中心地势较为平坦，整体地势自南向北略有抬升，全境海拔在336到565米之间。

### 水文
勒布尔位于加龙河流域范围内，弗朗塞河自东北向西南流经境内。

### 植被
勒布尔属于温带阔叶混交林区，林地多分布于河流附近等，均常年免费向公众开放。
在鲜花城市的评比中，勒布尔暂未被评级。

### 气候
勒布尔在柯本气候分类法中属于带有一定山地特征的温带海洋性气候。

## 行政区划
勒布尔的市镇编号为46034，邮政编号为46120。
在行政管理方面，勒布尔隶属于法国奥克西塔尼大区洛特省菲雅克区；在地方选举方面，勒布尔隶属于拉卡佩勒马里瓦勒县，其市镇范围全境被划入洛特省第二选区；在社会管理方面，勒布尔是大菲雅克市镇公共社区的组成部分。
截至2023年4月，勒布尔市镇范围内暂无城市政策优先街区。
法国国家统计与经济研究所（简称）在进行数据统计时，未将勒布尔划入任何城市核心区（Unité urbaine）及城市区（Aire urbaine）内。自2020年起，勒布尔被划入包含59个市镇的菲雅克城市辐射区。此外，还将勒布尔市镇整体看作一个“块区”（IRIS），以便于统计人口分布情况。

## 交通

### 公路
洛特省省道D25线、D840线和D940线在勒布尔境内交汇，奥克西塔尼大区下属的城际客运提供校车线路，可前往菲雅克。
2019年，68.5%的勒布尔家庭拥有至少一辆私人汽车。2018年，勒布尔境内共发生各类交通事故1起，造成1人受伤，其中1人重伤。
| 56 | 32 |

| 卡奥尔 | 63 |

| 菲雅克 | 18 |

| 圣塞雷 | 24 |

### 铁路
距离勒布尔最近的运营中的客运铁路车站为7公里外的阿西耶站，该站停靠往返于布里夫和罗德兹一线的区域列车。

### 航空
距离勒布尔最近的民用航空站为59公里外的布里夫机场。

### 城市公共交通
截至2023年4月，勒布尔暂无城市公共交通系统。

## 政治

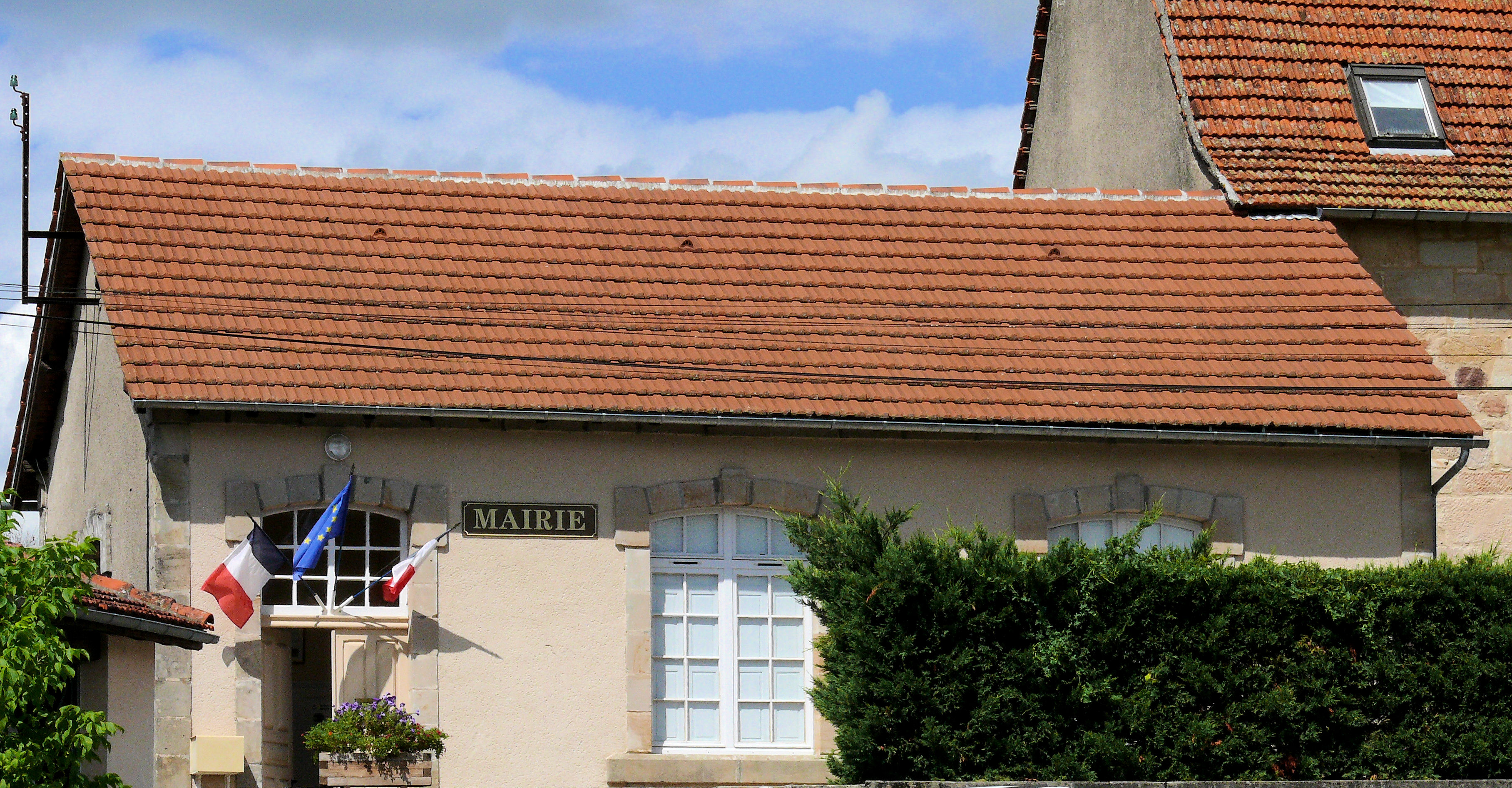
勒布尔市政厅

勒布尔的现任市长为克里斯蒂安·富尔先生（Christian FAURE），他是一名无党派人士，在2020年的市政选举中获得了100%的支持率（无其他候选人）。
在2022年的法国总统大选中，法国第25任总统埃马纽埃尔·马克龙在勒布尔获得了54.49%的支持率。

## 人口
2019年，勒布尔市镇人口数量为314，在法国排名第21,365位。其中男性151人，女性163人，75岁及以上人口占9.9%，外籍人口数量为3人，人口密度为24人/平方公里，当地居民被称为（男性）或（女性）。2020年，勒布尔境内出生6人，死亡人口1人。
| 勒布尔1901年－2020年人口变化情况 |
|                                  |
| 数据来源：Cassini、INSEE         |

## 经济
截止2023年4月，勒布尔市镇范围内共有各类用人单位（包含自雇）74家。

## 财政与居民收入
2021年，勒布尔的财政收入总额为131,040欧元，财政支出总额为130,380欧元，当年的债务总额为138,660欧元。2021年，勒布尔市镇通过增值税获得2,070欧元的收入。
2020年，勒布尔的人均月收入总额为1,888欧元，低于法国平均水平（2,303欧元）。
2019年，勒布尔境内青壮年（15至64岁）失业率为12.1%；当地42.4%的家庭拥有纳税资格，平均纳税1,739欧元，低于法国平均水平（3,910欧元）。

## 社会事务

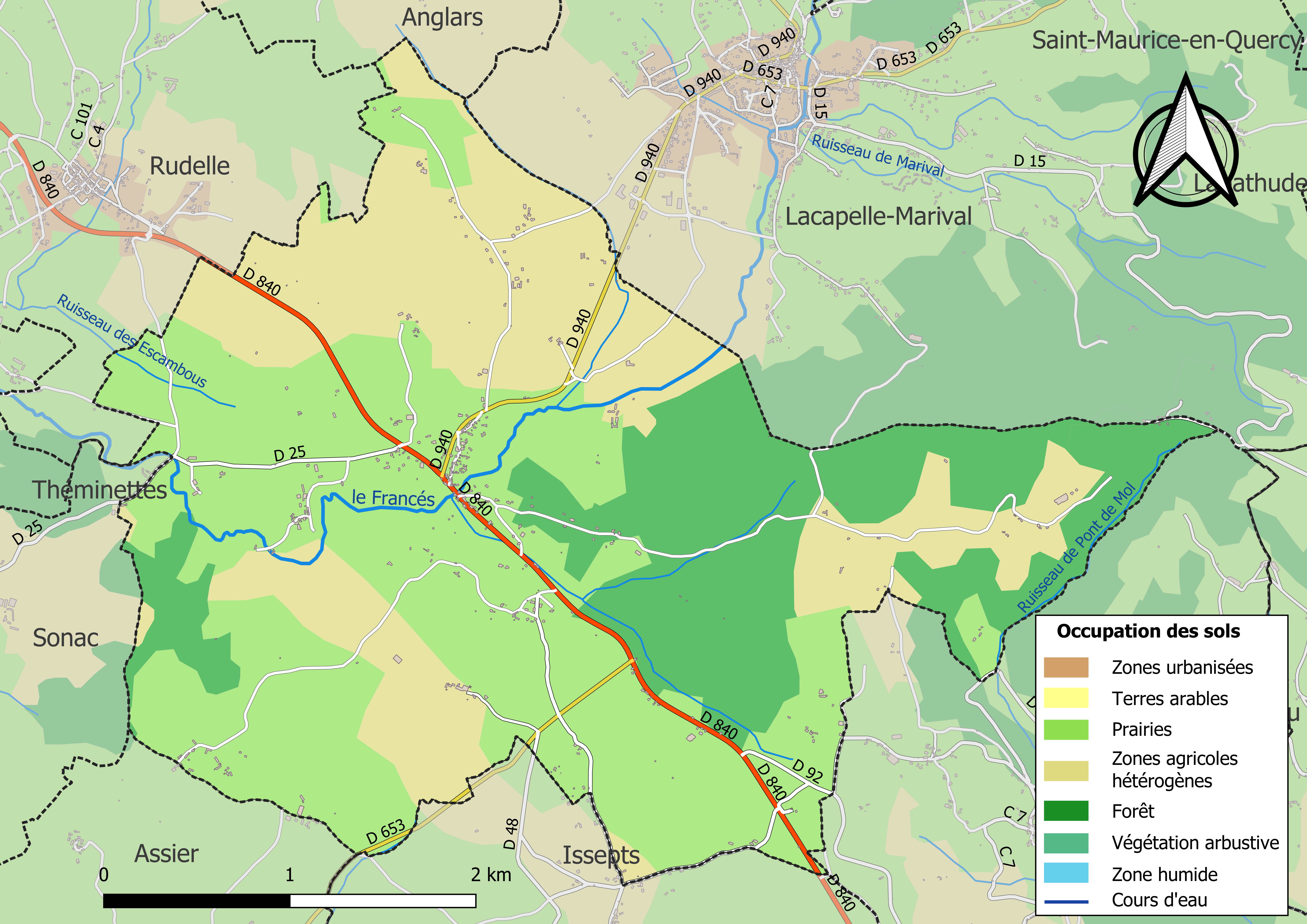
勒布尔土地利用情况地图

### 教育
勒布尔属于图卢兹学区。截止2021年1月1日，勒布尔境内暂无任何教育机构。

### 医疗
截止2021年1月1日，勒布尔境内暂无任何医疗机构及从业人员。
距离勒布尔最近的区域性医疗机构为菲雅克中心医院（Centre Hospitalier de Figeac），其主病区位于菲雅克市区西部，距离勒布尔市区的正常车程大约16分钟，该院设有床位102个，是当地规模最大的公立综合性医院。

### 住房
2019年，勒布尔境内共有各类住房203套，其中98.5%为独立式居民区，1.0%为集中式居民区。常住房屋占勒布尔市镇范围内居民建筑总量的71.4%。
在住房保障政策方面，2021年，勒布尔境内共有11户家庭获得了住房经济补助，受益人数占总人口数量的3.5%，其中112份为房租补助。

### 商业
2021年，勒布尔境内共有各类实体商铺7家，其中面包房1家、汽车维修店2家。

### 体育
2021年，勒布尔境内暂无任何体育设施。
截至2023年4月，勒布尔境内暂无任何注册足球俱乐部。

### 环境
勒布尔的环境事务由其所属的大菲雅克市镇公共社区联合各级政府协调负责。2021年，勒布尔境内暂无污染企业。

### 治安
勒布尔及其附近的共114个市镇是菲雅克国家宪兵队（zone gendarmerie de Figeac）的管辖范围。2020年，该宪兵队累计记录各类案件1,583起，其中盗窃类案件657起，经济类案件308起，毒品交易类案件120起。

## 文化

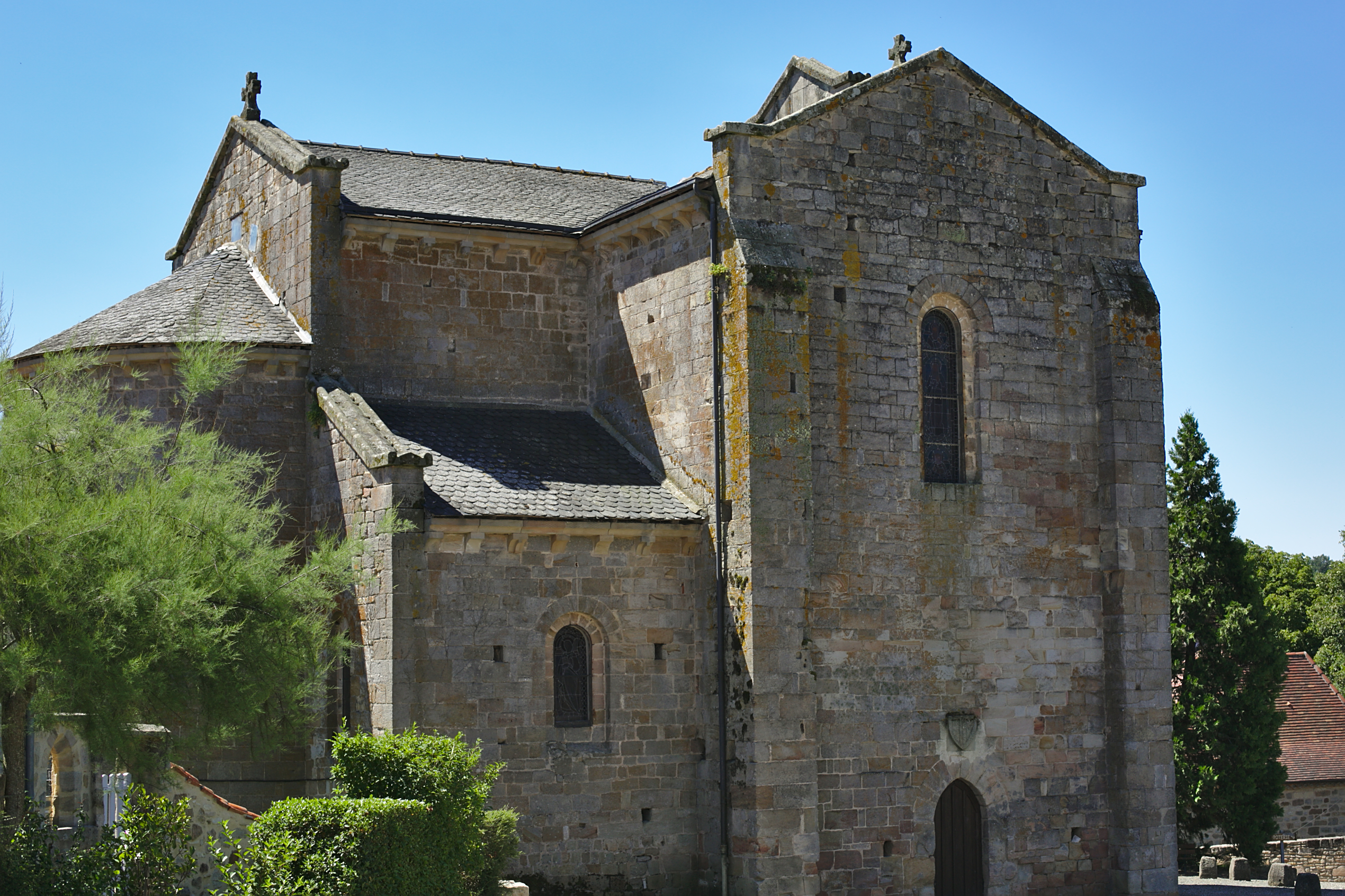
圣萨蒂南教堂

2021年，勒布尔境内暂无任何文化设施。勒布尔市政府提供市政图书馆，每周一至四早晨及每周日和集市日向公众开放。

### 建筑
勒布尔境内有多处历史建筑，其中镇中心的圣萨蒂南教堂为法国国家文物保护单位，也是当地的地标性建筑物。

### 旅游
勒布尔的旅游事务由其所属的大菲雅克市镇公共社区负责。2022年，勒布尔境内暂无任何游客接待设施。

### 媒体
法国主要的媒体均可在勒布尔接收，法国电视三台下属的奥克西塔尼大区频道在部分时段播出勒布尔所在洛特省的地方新闻。《南部追寻》是法国南部的重要地方性报刊媒体，总部位于图卢兹，在卡奥尔设有分支，负责包括勒布尔在内的整个洛特省的发行。此外当地的主要地方性媒体还包括洛特传媒（Medialot）、蓝色法兰西奥克西塔尼广播等。

## 友好城市
截至2023年4月，勒布尔暂未建立任何友好城市关系。